# Clima continental
| Dsa Dsb Dsc Dsd |  | Dwa Dwb Dwc Dwd |  | Dfa Dfb Dfc Dfd |

Distribuição do clima continental no mundo.

O clima continental é um grupo climático que abrange os climas subárticos e continentais úmidos. Na classificação climática de Köppen eles estão no grupo D. Os climas continentais geralmente apresentam uma variação anual significativa de temperatura, com verões quentes e invernos frios. Eles tendem a estar presentes de latitudes médias a altas, onde os ventos predominantes sopram por terra e as temperaturas não são moderadas por influências da água dos oceanos ou mares. Os climas continentais ocorrem principalmente no Hemisfério Norte, que tem o tipo de grandes massas terrestres em latitudes temperadas necessárias para o desenvolvimento desse tipo de clima. Grande parte da Rússia, do norte e nordeste da China, leste e sudeste da Europa, centro e sudeste do Canadá e o centro e nordeste dos Estados Unidos tem esse tipo de clima.
Nos climas continentais, a precipitação tende a ser moderada em quantidade, concentrada principalmente nos meses mais quentes. Apenas algumas áreas como nas montanhas do Noroeste do Pacífico da América do Norte, no Irã, norte do Iraque, Turquia adjacente, Afeganistão, Paquistão e Ásia Central apresentam precipitação máxima no inverno. Uma parte da precipitação anual cai como queda de neve, e a neve frequentemente permanece no chão por mais de um mês. Os verões em climas continentais podem apresentar tempestades e frequentes temperaturas quentes, no entanto, o clima durante verão é mais estável que no inverno.

## Variantes

### Continentais úmidos

Distribuição dos climas continentais de verão quente no mundo.
(Dsa) Continental de verão quente com influência mediterrânea
(Dsb) Continental de verão fresco com influência mediterrânea
(Dwa) Continental de verão quente com influência de monções
(Dwb) Continental de verão fresco com influência de monções
(Dfa) Continental de verão quente
(Dfb) Continental de verão fresco

Usando a classificação climática de Köppen, um clima é classificado como continental úmido quando a temperatura do mês mais frio é inferior a −3 °C ou 0 °C, e deve haver pelo menos quatro meses cujas temperaturas médias são iguais ou superiores a 10 °C. Essas temperaturas não eram arbitrárias. Na Europa, a isoterma de temperatura média de −3 °C (linha de temperatura igual) estava próxima da extensão sul da neve no inverno. A temperatura média de 10 °C foi considerada a temperatura mínima necessária para o crescimento das árvores. Amplas faixas de temperatura são comuns nessa zona climática.
Uma versão de verão quente de um clima continental apresenta uma temperatura média de pelo menos 22 °C no mês mais quente. Como esses regimes são limitados ao Hemisfério Norte, o mês mais quente é geralmente julho ou agosto. Por exemplo, Chicago tem temperaturas médias nas tardes de julho próximas de 29 °C, enquanto a temperatura média nas tardes de janeiro está próxima de −1 °C. Os períodos livres de geada normalmente duram de 4 a 7 meses dentro desse regime climático.
Na América do Norte, esse clima inclui pequenas áreas do centro e sudeste do Canadá e partes do centro e leste dos Estados Unidos do Meridiano 100 W ao Atlântico. A precipitação aumenta mais a leste nesta zona e é menos uniforme sazonalmente no oeste. Os estados ocidentais do centro dos Estados Unidos, ou seja, Montana, Wyoming, partes do sul de Idaho, a maior parte do condado de Lincoln, no leste de Washington, partes do Colorado, partes de Utah, oeste de Nebraska e partes do norte e Dakota do Sul, têm regimes térmicos que se encaixam no tipo de clima Dfa, mas são bastante secos e geralmente são agrupados com os climas semiáridos frios (BSk).
No Hemisfério Oriental, esse regime climático é encontrado no interior da Eurásia, no centro-leste da Ásia e em partes da Índia. Na Europa, o tipo de clima Dfa está presente próximo ao Mar Negro, no sul da Ucrânia, no Distrito Federal do Sul da Rússia, no sul da Moldávia, na Sérvia, em partes do sul da Romênia e na Bulgária, mas tende a ser mais seco e pode até ser semiárido nesses lugares. No leste da Ásia, esse clima exibe uma tendência de monções com precipitação muito maior no verão do que no inverno, e devido aos efeitos das fortes temperaturas do inverno na Sibéria, muito mais frias que nas latitudes semelhantes em todo o mundo, porém com queda de neve menor, com exceção do oeste do Japão que apresenta fortes nevascas. Tōhoku, entre Tóquio e Hokkaidō e a costa oeste do Japão, também tem um clima com a classificação Köppen Dfa, mas é mais úmida do que na parte da América do Norte com esse tipo de clima. Uma variante que possui invernos secos e, portanto, queda de neve relativamente menor com chuvas de verão do tipo monção pode ser encontrada no norte da China, incluindo a Manchúria e partes do norte da China e em grande parte da península coreana. Essa variante tem a classificação Köppen Dwa. Grande parte da Ásia central, noroeste da China e sul da Mongólia tem um regime térmico semelhante ao do tipo de clima Dfa, mas essas regiões recebem tão pouca precipitação que são mais frequentemente classificadas como climas semiáridos frios (BSk) ou desérticos frios (BWk).
Essa zona climática não existe no Hemisfério Sul, onde a única massa de terra que entra nas latitudes médias-altas, na América do Sul, é pequena demais para ter um lugar que combine invernos com neve e verões quentes. As influências marinhas também impedem os climas Dfa, Dwa e Dsa de existirem no Hemisfério Sul.
As áreas com esse subtipo do clima continental têm uma temperatura média no mês mais quente abaixo de 22 °C. As altas temperaturas do verão nesta zona geralmente ficam em média entre 21 e 28 °C durante o dia e as temperaturas médias no mês mais frio geralmente ficam muito abaixo dos −3 °C ou 0 °C. Os períodos sem congelamento geralmente duram de 3 a 5 meses. Os períodos de calor que duram mais de uma semana são raros. Os invernos são breves e frios.
A versão de verão fresco do clima continental úmido cobre uma área muito maior do que o subtipo de verão quente. Na América do Norte, a zona climática cobre cerca de 45 °N a 50 °N de latitude, principalmente a leste do Meridiano 100 W, incluindo a maior parte do sul de Ontário, das províncias marítimas e a ilha de Terra Nova. No entanto, pode ser encontrado no norte até 54  N, e mais a oeste nas províncias canadenses das pradarias e abaixo de 40 °N nos altos Apalaches. Na Europa, esse subtipo atinge a latitude mais ao norte a quase 61 °N.
Locais de alta altitude como South Lake Tahoe na Califórnia, e Aspen no Colorado, no oeste dos Estados Unidos, exibem climas locais do tipo Dfb. As províncias das pradarias do centro-sul e do sudoeste também se encaixam nos critérios do clima Dfb a partir de um perfil térmico, mas, devido à precipitação semiárida, porções dele são agrupadas na categoria BSk, que se refere a climas semiáridos frios. Grande parte da Nova Inglaterra e pequenas partes do Atlântico Central também se enquadram nesse subtipo.
Na Europa, é encontrado em grande parte da Europa Oriental e no extremo sul da Escandinávia, não banhado pelo Oceano Atlântico ou pelo Mar do Norte: Ucrânia (o país inteiro, exceto a costa do Mar Negro), Bielorrússia, Polônia (um terço do leste), Rússia, Suécia (região histórica de Svealand), Finlândia (extremidade sul, incluindo as três maiores cidades), Noruega (área mais populosa), Estônia, Letônia, Lituânia, Eslováquia, Romênia (geralmente acima de 100 m) e Hungria (geralmente acima de 100 m) . Tem poucos efeitos de aquecimento ou precipitação no Atlântico Norte. O subtipo de verão fresco é marcado por verões amenos, invernos frios e longos e menos precipitação do que o subtipo de verão quente; no entanto, curtos períodos de calor extremo não são incomuns. O norte do Japão tem um clima semelhante.
No Hemisfério Sul, existe em áreas bem definidas apenas nos Alpes Meridionais da Nova Zelândia, nas Montanhas Nevadas da Austrália em Kiandra, Nova Gales do Sul (apenas traços) e na Cordilheira dos Andes da Argentina e Chile.

### Subárticos

Distribuição do clima subártico no mundo.
(Dsc) Subártico com estação seca
(Dsd) Subártico extremo com estação seca
(Dwc) Subártico com influência de monções
(Dwd) Subártico extremo com influência de monções
(Dfc) Subártico sem estação seca
(Dfd) Subártico extremo sem estação seca

Esse tipo de clima oferece algumas das variações sazonais mais extremas de temperatura encontradas no planeta: no inverno, as temperaturas podem cair para abaixo de −50 °C e no verão, a temperatura pode exceder 26 °C. No entanto, os verões são curtos, com não mais de três meses do ano, mas pelo menos 24 horas de um mês devem ter uma temperatura média de pelo menos 10 °C para se enquadrar nessa categoria de clima, e o mês mais frio deve ficar em média abaixo de 0 °C ou −3 °C (dependendo da isoterma utilizada). O registro de baixas temperaturas pode se aproximar de −70 ° C.
O clima Dfc, que é de longe o tipo subártico mais comum, é encontrado nas seguintes áreas: em grande parte da Sibéria, na península de Kamchatka, em cumes de montanhas na Escócia (mais notavelmente em Cairngorms), em partes do norte e centro das Ilhas Curilas e da Ilha Sacalina, nos Alpes Ocidentais (entre 1600 m e 2100 m), nos Alpes Orientais (entre 1450 m e 1800 m na França, Suíça, Alemanha, Itália e Áustria), no centro da Romênia, em partes da Alemanha, nas Montanhas Tatra na Polônia e na Eslováquia (acima de 800 m), na Anatólia Oriental (entre 1600 m e 2100 m), nos Pirenéus (entre 1600 m e 2100 m entre Andorra, França e Espanha), nas regiões interiores do norte da Fino-Escandinávia, no interior e centro-oeste do Alasca, nas Montanhas Rochosas do Colorado, Wyoming, Idaho e Montana, e nas Montanhas Brancas de Nova Hampshire. No Canadá o clima Dfc é encontrado de 53 N a 55 N até à linha de árvores, incluindo o sul de Labrador, certas áreas no interior da Terra Nova e ao longo de sua costa norte, no Quebec incluindo as regiões de Jamésie, Côte-Nord e extremo sul de Nunavik, extremo norte de Ontário, norte das províncias das pradarias, no sopé das Montanhas Rochosas em Alberta e na Colúmbia Britânica, na maior parte do Yukon, dos Territórios do Noroeste e sul de Nunavut.

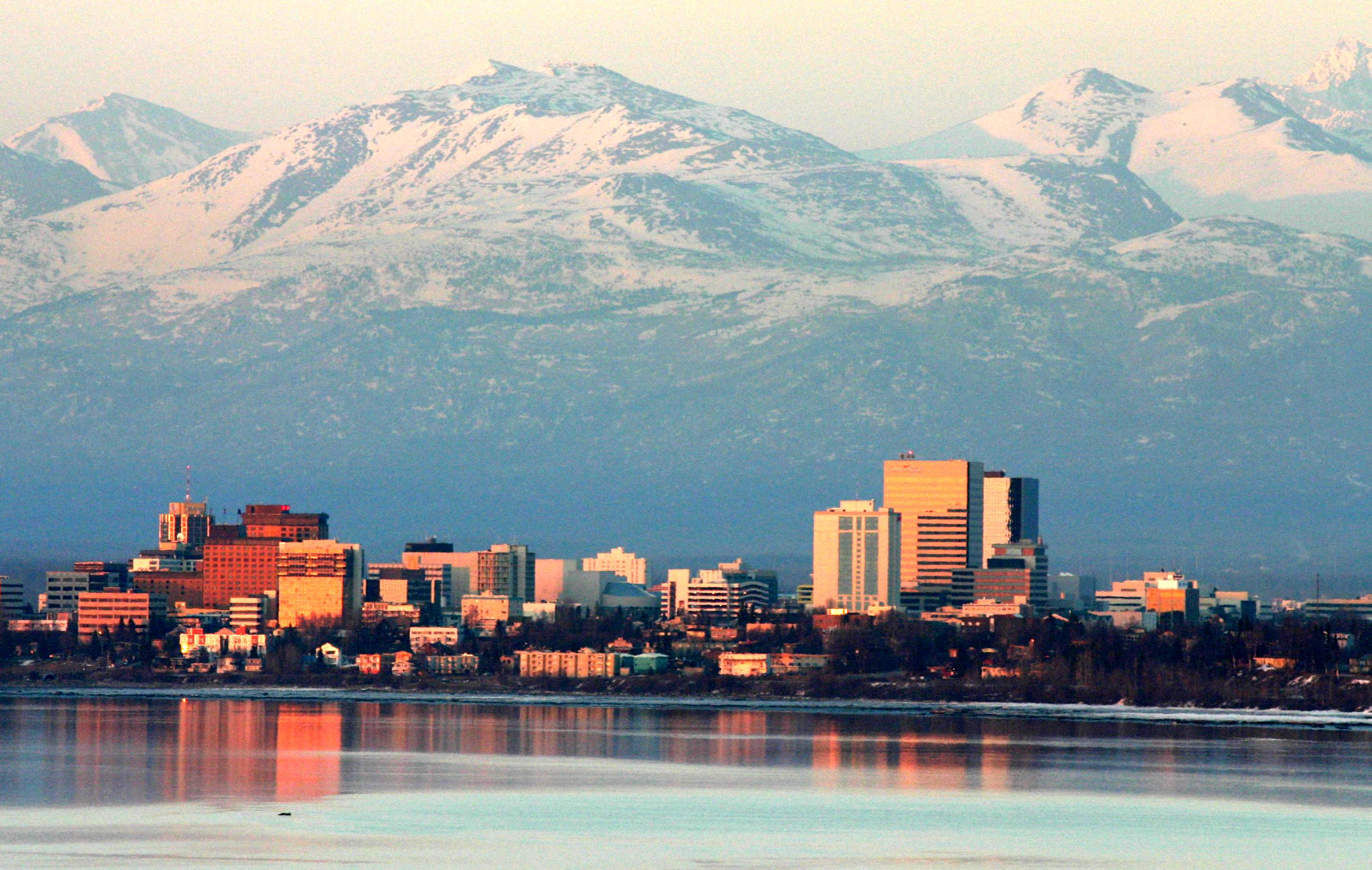
Anchorage, maior cidade do Alasca, possui um clima continental do tipo Dsc.

Climas classificados como Dsc ou Dsd, com um verão seco, são raros, ocorrendo em áreas muito pequenas e em grandes altitudes ao redor da bacia do Mediterrâneo, Irã, Quirguistão, Tajiquistão, Turquia, Alasca e outras partes do noroeste dos Estados Unidos (Washington, Oregon, sul de Idaho, Califórnia) e Extremo Oriente Russo, como em Seneca em Oregon ou em Atlin na Colúmbia Britânica.

Em partes do leste da Ásia, como na China, no Anticiclone Siberiano torna os invernos mais frios do que em lugares como o interior da Escandinávia ou do Alasca, mas extremamente seco (geralmente com cerca de 5 milímetros de precipitação por mês), pois a cobertura de neve é muito limitada, criando um clima do tipo Dwc em áreas que incluem: grande parte do norte da Mongólia, na Rússia incluindo o Krai de Khabarovsk, sudeste da República de Sakha, sul do Oblast de Magadan, Oblast de Amur, Buriácia, Krai de Zabaykalsky e Oblast de Irkutsk. Na China o clima Dwc pode ser encontrado na província de Heilongjiang, na Mongólia Interior, em Gansu, Qinghai, Sichuan, e na Região Autônoma do Tibete. Na Índia, o clima Dwc está em partes de Ladaque (incluindo o glaciar de Siachen) e Spiti. Na Coreia do Norte o Dwc também pode ser encontrado, mais precisamente no planalto de Kaema, incluindo o Monte Baekdu, Samjiyon e Musan.

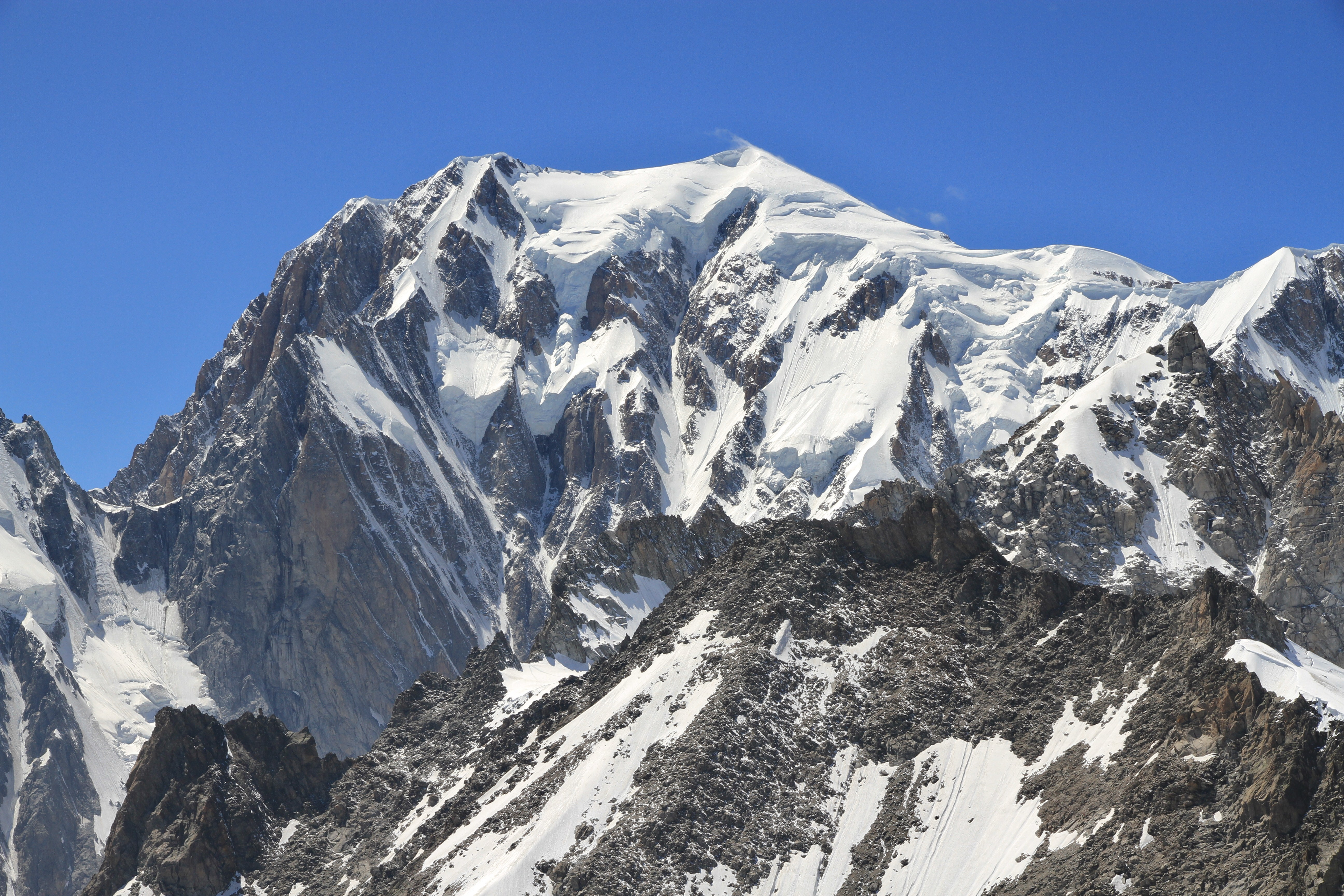
Alpes Ocidentais entre Itália, Suíça e França.

Mais ao norte da Sibéria, a continentalidade aumenta tanto que os invernos podem ser excepcionalmente severos, com temperatura média abaixo de −38 °C, embora o mês mais quente ainda apresente uma média superior a 10 °C. Isso cria climas do tipo Dfd, Dwd e Dsd.
O Hemisfério Sul, que não possui grandes massas de terra nas latitudes médio-altas que podem ter os verões curtos, mas bem definidos, e os invernos severos que caracterizam esse clima, tem muito poucos locais com clima subártico. Um exemplo são partes das montanhas nevadas da Austrália, embora elas apresentem um clima muito mais alpino do que o verdadeiro clima subártico.
Se alguém se move em direção ao oceano polar ou mesmo em direção a um mar polar, percebe-se que o mês mais quente tem uma temperatura média inferior a 10 °C e o clima subártico é classificado como clima de tundra que é ainda menos adequado para árvores. Equatorialmente ou em direção a uma altitude mais baixa, esse clima se classifica nos climas continentais úmidos com verões mais longos (e geralmente invernos menos severos). Em alguns locais próximos ao mar temperado (como no norte da Noruega e no sul do Alasca), esse clima pode se transformar em uma versão de verão oceânica de um clima oceânico, e um clima oceânico subpolar à medida que o mar se aproxima. Na China e na Mongólia, à medida que se move para sudoeste ou em direção a altitudes mais baixas, as temperaturas aumentam, mas a precipitação é tão baixa que o clima subártico se classifica para um clima semiárido frio.

## Locais

### Climas continentais de verão quente −Dfa, DwaeDsa
| - Almati, Cazaquistão (Dfa) - Oral, Cazaquistão (Dfa) - Aomori, Japão (Dfa) - Nagano, Japão (Dfa) - Sapporo, Japão (Dfa e Dfb) - Chicago, Illinois, Estados Unidos (Dfa) - Boston, Massachusetts, Estados Unidos (Dfa) - Minneapolis, Minnesota, Estados Unidos (Dfa) - Toronto, Ontário, Canadá (Dfa e Dfb) - Montreal, Quebec, Canadá (Dfa e Dfb) - Windsor, Ontário, Canadá (Dfa) - Bucareste, Romênia (Dfa) | - Rostove do Dom, Rússia (Dfa) - Volgogrado, Rússia (Dfa) - Pyongyang, Coreia do Norte (Dwa) - Seul, Coreia do Sul (Dwa) - Pequim, China (Dwa) - Harbin, China (Dwa) - North Platte, Nebraska, Estados Unidos (Dwa) - Bisqueque, Quirguistão (Dsa) - Araque, Markazi, Irã (Dsa) - Cacari, Turquia (Dsa) - Muxe, Turquia (Dsa) - Cambridge, Idaho, Estados Unidos (Dsa) |

### Climas continentais de verão fresco −Dfb, DwbeDsb
| - Kiandra, Nova Gales do Sul, Austrália (Dfb) - Cabramurra, Nova Gales do Sul, Austrália (Dfb) - Kushiro, Hokkaido, Japão (Dfb) - Karaganda, Cazaquistão (Dfb) - Oslo, Noruega (Dfb) - Lillehammer, Noruega (Dfb) - Helsinki, Finlândia (Dfb) - Tallinn, Estônia (Dfb) - Edmonton, Alberta, Canadá (Dfb) - Riga, Letônia (Dfb) - Vilnius, Lituânia (Dfb) - Kiev, Ucrânia (Dfb) - Budapeste, Hungria (Dfb) - Moscou, Rússia (Dfb) - Kaliningrado, Rússia (Dfb) - Red Deer, Alberta, Canadá (Dfb) - São Petersburgo, Rússia (Dfb) - Thunder Bay, Ontário, Canadá (Dfb) - Regina, Saskatchewan, Canadá (Dfb - Saskatoon, Saskatchewan, Canadá (Dfb) - Minsk, Belarus (Dfb) - Varsóvia, Polônia (Dfb) - Winnipeg, Manitoba, Canadá (Dfb) | - Pristina, Kosovo (Dfb) - Erzurum, Turquia (Dfb) - Ardacane, Turquia (Dfb) - Quebec City, Quebec, Canadá (Dfb) - Ottawa, Ontário, Canadá (Dfb) - Halifax, Nova Escócia, Canadá (Dfb) - Charlottetown, Ilha Príncipe Eduardo, Canadá (Dfb) - Buffalo, Nova Iorque, Estados Unidos (Dfb) - Portland, Maine, Estados Unidos (Dfb) - Marquette, Michigan, Estados Unidos (Dfb) - Calgary, Alberta, Canadá (Dwb) - Vladivostok, Rússia (Dwb) - Irkutsk, Rússia (Dwb) - Pyeongchang, Coreia do Sul (Dwb) - Mount Rushmore, Dakota do Sul, Estados Unidos (Dwb) - Sivas, Turquia (Dsb) - Dras, Índia (Dsb) - Flagstaff, Arizona, Estados Unidos (Dsb) - South Lake Tahoe, Califórnia, Estados Unidos (Dsb) - Wallace, Idaho, Estados Unidos (Dsb) |

### Climas subárticos ou boreais −Dfc, Dwc, Dsc, Dfd, Dwd e Dsd
| - Yellowknife, Territórios do Noroeste, Canadá (Dfc) - Whitehorse, Yukon, Canadá (Dfc) - Labrador City, Terra Nova e Labrador, Canadá (Dfc) - Anchorage, Alaska, Estados Unidos (Dfc) - Fairbanks, Alaska, Estados Unidos (Dfc) - Fraser, Colorado, Estados Unidos (Dfc) - Dawson City, Yukon, Canadá (Dfc) - Murmansk, Oblast de Murmansk, Rússia (Dfc) - Arkhangelsk, Rússia (Dfc) - Inuvik, Territórios do Noroeste, Canadá (Dfc) - Tromsø, Noruega (Dfc) - St. Moritz, Grisões, Suíça (Dfc) - Kangerlussuaq, Groenlândia (Dfc) - Homer, Alaska, Estados Unidos (Dsc) | - Bodie, Califórnia, Estados Unidos (Dsc) - Brian Head, Utah, Estados Unidos (Dsc) - Anadyr, Rússia (Dsc) - Yushu City, Qinghai, China (Dwc) - Mörön, Mongólia (Dwc) - Lukla, Nepal (Dwc) - Yakutsk, Yakutia, Rússia (Dfd) - Verkhoyansk, Yakutia, Rússia (Dfd) - Oymyakon, Yakutia, Rússia (Dwd) |